# Eva-Maria Pracht
Eva-Maria Pracht (nacida Eva-Maria Neckermann, Wurzburgo, Alemania, 29 de junio de 1937-15 de febrero de 2021) fue una jinete canadiense que compitió en la modalidad de doma. Era hija del jinete alemán Josef Neckermann.
Participó en dos Juegos Olímpicos de Verano, obteniendo una medalla de bronce en Seúl 1988, en la prueba por equipos (junto con Cynthia Ishoy, Gina Smith y Ashley Nicoll), y el séptimo lugar en Los Ángeles 1984, en la misma prueba. Ganó una medalla de oro en los Juegos Panamericanos de 1987, también en la prueba por equipos.
Falleció en 2021, a los 83 años, durante la pandemia de COVID-19.

## Palmarés internacional
| Juegos Olímpicos     | Juegos Olímpicos              | Juegos Olímpicos  | Juegos Olímpicos |
| Año                  | Lugar                         | Medalla           | Categoría        |
| -------------------- | ----------------------------- | ----------------- | ---------------- |
| 1988                 | Seúl (Corea del Sur)          | Medalla de bronce | Por equipos      |
| Juegos Panamericanos |                               |                   |                  |
| Año                  | Lugar                         | Medalla           | Categoría        |
| 1987                 | Indianápolis (Estados Unidos) | Medalla de oro    | Por equipos      |